# Liberación mineral
En la minería se conoce como liberación de mena o liberación mineral al grado de separación física, en material particulado, de las menas de las gangas. Esta separación se suele llevar a cabo en moliendas tras el chancado inicial del material que sale de la mina. Se tiende a hacer en plantas de procesamiento mineral anexas a la minas. En el contexto de la liberación mineral las partículas se claisifican en dos tipos; las plenamente liberadas y las compuestas teniendo estas últimas más de un mineral en su composición. Un subtipo de las partículas compuestas son las particulas cerradas (inglés: locked) las cuales contienen minerales atrapados que no llegan a la superficie de la partícula.  Las particulas compuestas que no se reprocesan y la ganga liberada pasan a formar material de relave. Es común que haya una relación entre el tamaño de la partícula y su grado de liberación. Por tanto, a más molienda se tiende a liberar más la mena pero el uso excesivo de la molienda trae costos que la pueden hacer poco rentable. Además, la textura de la roca a procesar también influencia la liberación mineral.
El grado de liberación de las particulas puede influenciar el desempeño de procesos posteriores como la flotación.

La liberación mineral es una variable descriptiva de las partículas resultantes del proceso de conminución, que refleja cuanto porcentaje de mineral de mena hay expuesto en estas.
Javier Alberto Jerez Ibarra